# Měděnec
Měděnec (německy Kupferberg) je obec v okrese Chomutov v Ústeckém kraji. Žije zde 145 obyvatel, většina z nich v samotném Měděnci. Vesnice stojí v Krušných horách v nadmořské výšce 845 metrů. Založena byla v první čtvrtině šestnáctého století a roku 1588 byla povýšena na horní město. Obyvatelé se živili hornictvím, ale významnou roli hrálo také zemědělství a od devatenáctého století, kdy byly uzavřeny poslední historické doly, také výroba krajek a jiného textilního zboží. Ve druhé polovině dvacátého století byl Důl Měděnec posledním místem v Československu, kde se těžila železná ruda.
K Měděnci patří další čtyři části obce: Horní Halže, Kamenné, Kotlina a Mýtinka a v jeho správním území dříve stávaly zaniklé vesnice Dolní Halže a Venkov.

## Název
Název vesnice je odvozen z původního německého jména Kupferberg (měděná hora), které osada dostala podle dolů na měď. V historických pramenech se název vesnice vyskytuje ve tvarech: Kupperspergk (1449), Kuppersperg (1466), na Marie Kupperbercze (1545), na Kuperpergku (1548), na Kuprberce (1560), polovice Kupfferperku (1577), Marye Kupffrbergk (1602), na Marie Kuperberce (1645), Kupferberg (1785) nebo Měděnec a Kupferberg (1854).

## Historie
Vznik Měděnce byl od počátku spojen s hornickou činností. První doložené zprávy o těžbě pocházejí z roku 1449, avšak důlní činnost zde probíhala pravděpodobně od desátého století. V místech, kde severně od vesnice stojí několik větrných elektráren, byly nalezeny pozůstatky dvou pecí, které dokládají zdejší hornické aktivity již na počátku třináctého století.

### Založení města
Vesnice byla založena roku 1520 Hanušem z Fictumu. Od roku 1544 byla rozdělena mezi dva majitele. Část patřila k hauenštejnskému panství Jindřicha Šlika, zatímco druhou vlastnili nadále Fictumové, jejichž správa sídlila přímo v Měděnci.
Roku 1568 se majitelkou stala vdova Uršula z Fictumu. Výsledky dolování se ve druhé polovině šestnáctého století začaly zhoršovat, a proto Kašpar z Fictumu požádal císaře Rudolfa II., aby Měděnec povýšil na horní město. Císař mu roku 1588 vyhověl s tím, že se nové město bude řídit jáchymovským horním právem. Kašpar, aby udržel význam města, povolil měšťanům společný výsek masa a pekařský krám, pořádat týdenní trhy, vařit a čepovat pivo, zřídit obecní lázně a solnou komoru, svobodně se stěhovat a nakládat s majetkem. Tato práva fictumské části roku 1605 potvrdil nový majitel, kterým se v roce 1597 stal jáchymovský mincmistr a císařský major Kryštof z Taubenreuthu. Přikázal však, že měšťané musí kupovat jen panský slad a smí vařit nejvíce sedm várek piva ročně. Když zemřel, prodala vdova Uršula, rozená ze Zettelbergu, roku 1628 svůj podíl Jindřichu Šlikovi. Od té doby celé město až do roku 1663 patřilo k hauenštejnskému panství.

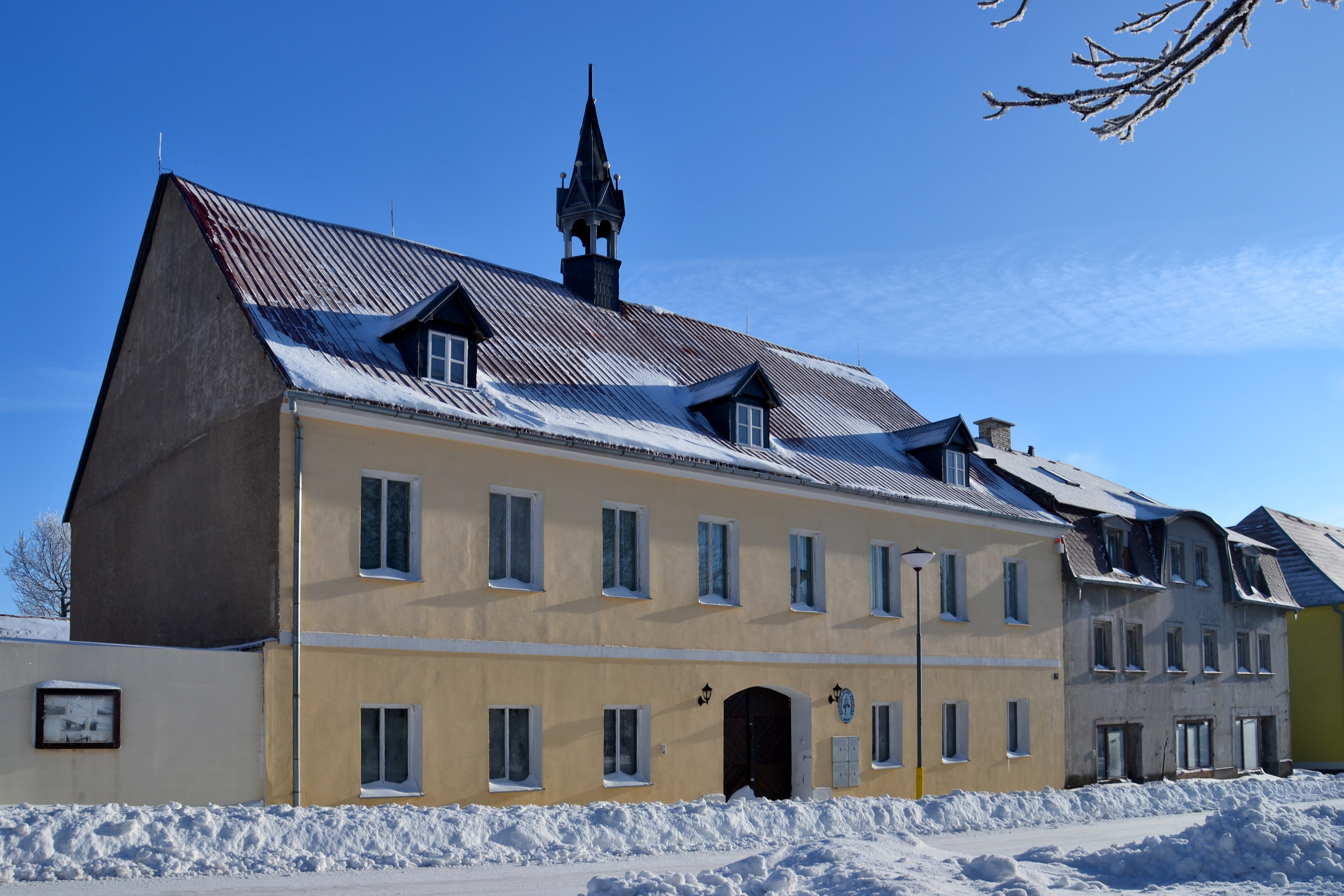
Radnice

Třicetiletá válka město těžce poznamenala. Roku 1633 zemřelo mnoho lidí při morové epidemii, ale zničující byl zejména požár způsobený švédskými vojáky roku 1640. Po něm se Měděnec změnil na obyčejnou vesnici. Šlikové potvrdili stará městská práva až roku 1644. Některé doly sice fungovaly, ale jejich výnos se snižoval. Ubývalo také obyvatel, kteří odcházeli v souvislosti rekatolizací kraje. V roce 1641 ve městě žilo 115 protestantů a pouze 27 katolíků. Městský kostel býval v té době dřevěný a až do roku 1641 jej spravoval protestantský pastor.

### Po třicetileté válce

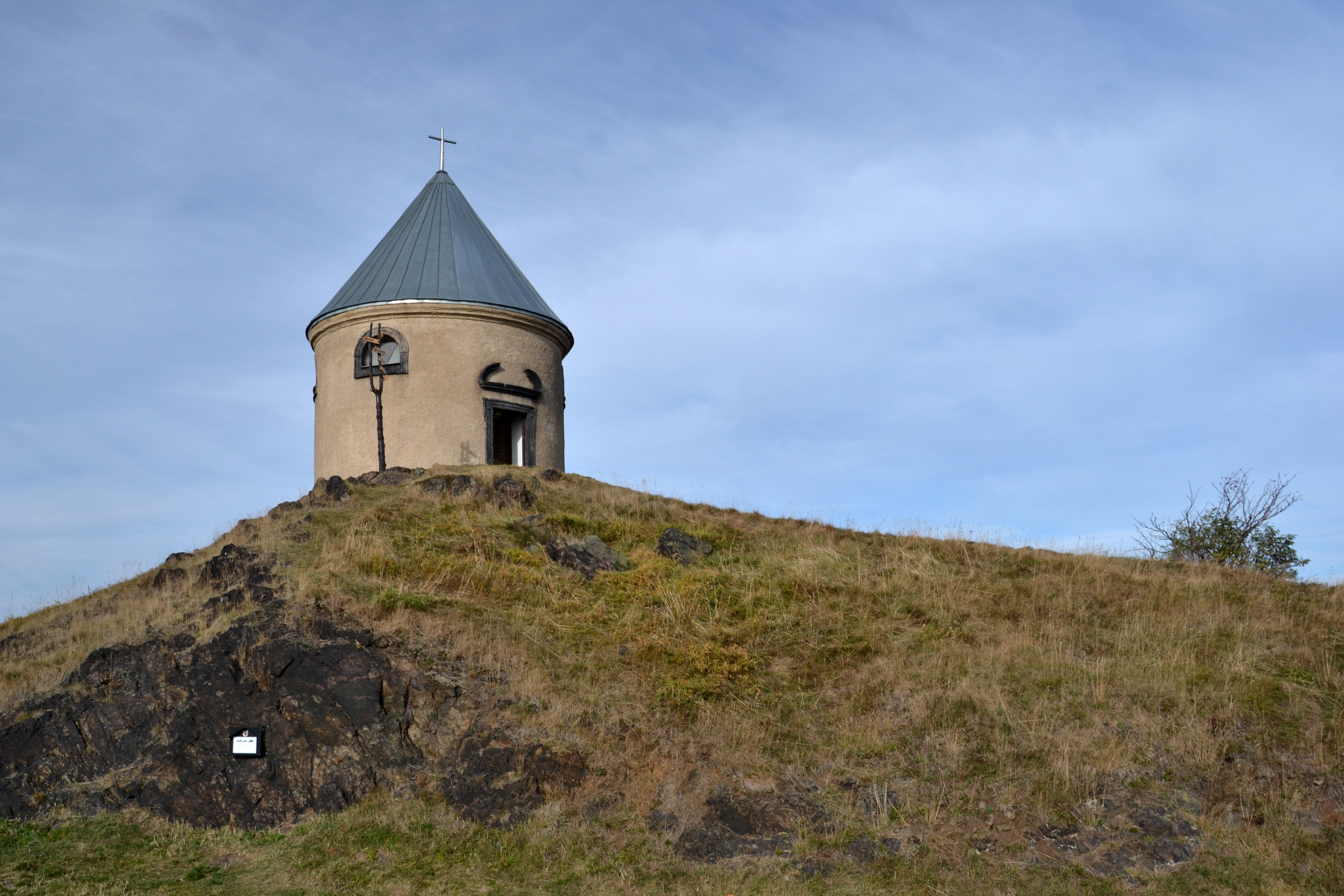
Kaple Neposkvrněného početí Panny Marie na Mědníku

Podle berní ruly z roku 1654 mělo město jen 49 obydlených domů. Ze specializovaných řemeslníků zde pracovali jen řezník a dva krejčí. Dalších deset řemeslníků zároveň obdělávalo půdu a 27 obyvatel se živilo výhradně zemědělstvím. Dobytka se chovalo jen málo, chyběla řada řemesel a stříbrné doly nic nevynášely. Aby zabránil odlivu obyvatel, omezil František Arnošt Šlik práva obyvatel. Zakázal jim stěhování a nakládání s majetkem, prodej vlastního piva, a nákup soli umožnil jen od vrchnosti. Tato omezení po čtyřech letech platnosti roku 1560 zrušil a ustanovil jen povinnost odebírat ročně čtyři várky piva od vrchnosti.
Roku 1663 Měděnec koupil vévoda Julius Jindřich Sasko-Lauenburský, který jej připojil k ostrovskému panství. V době jeho syna Julia Františka se zvýšil výnos měděneckých dolů, jejichž produkty se v té době používaly pouze k výrobě skalic. Po Juliově smrti panství zdědila jeho dcera Františka Sibyla Augusta provdaná za markraběte Ludvíka Viléma I. Bádenského. Jejich potomkům Měděnec zůstal až do roku 1783, kdy celé ostrovské panství převzala do správy královská komora. Od ní si je vzápětí pronajal Jan Nepomuk I. ze Schwarzenbergu. V letech 1799–1839 majetek spravovala přímo císařská komora, která jej prodala hraběnce Gabriele Buquoyové. Po zrušení poddanství se roku 1850 stala z Měděnce samostatná obec, ale Buquoyové zde stále vlastnili velkostatek.

### Devatenácté a dvacáté století

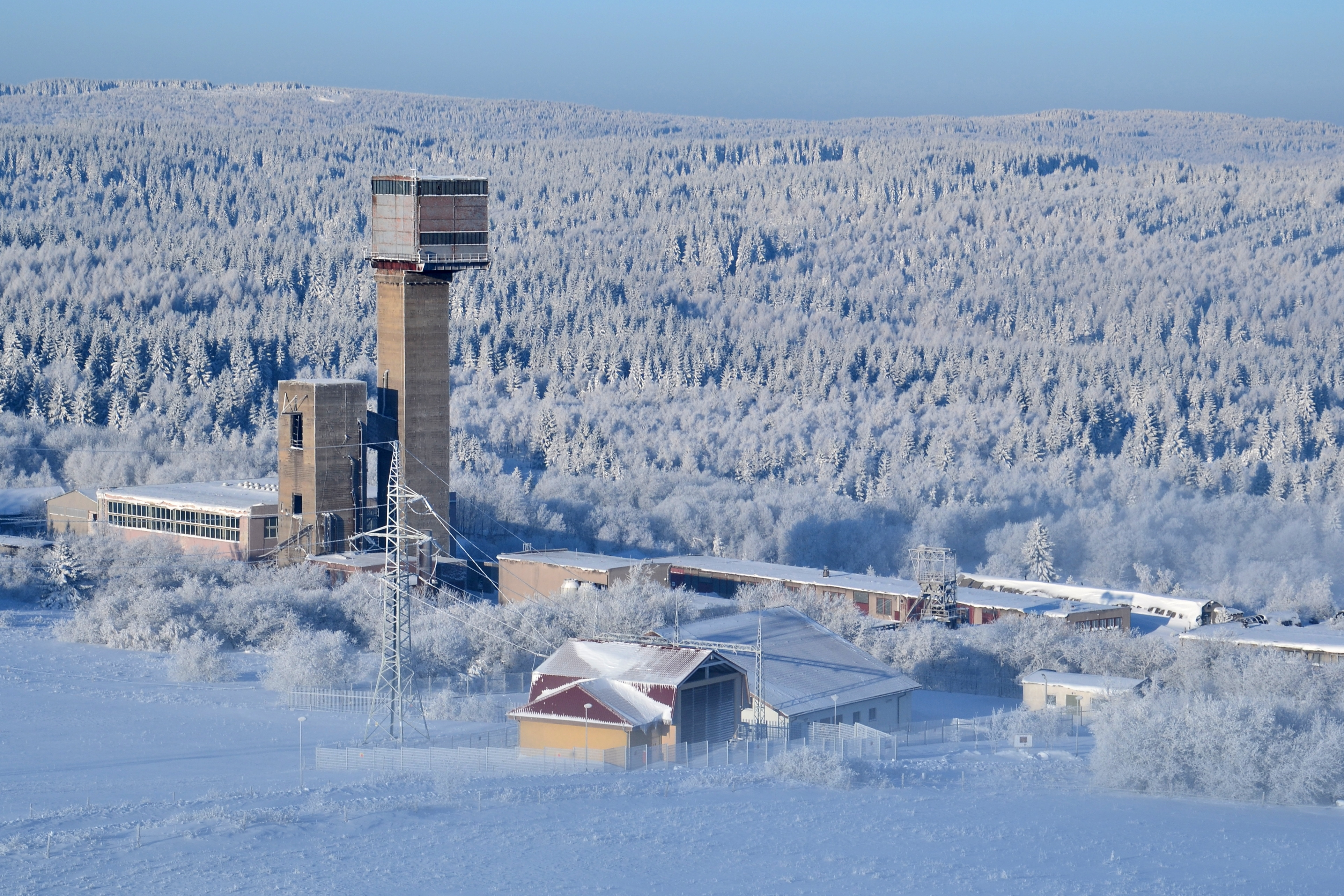
Důl Měděnec

V první polovině devatenáctého století si obyvatelé města hledali náhradu příjmů za uzavírané doly. Stalo se jí paličkování krajek a od čtyřicátých let také výroba dřevěných hodin, hraček a pozamentů. Přesto nebyla hospodářská situace dobrá a zlepšovat se začala až koncem století. Tehdy se začalo rozvíjet zimní lyžování. Po roce 1918 zde vznikla továrna na výrobu pleteného zboží a fungovalo tu také 24 výroben prýmků, ozdobných předmětů a tašek. Většina z nich zanikla během hospodářské krize. Ze zbývajících šesti byly v roce 1946 ustanoveny Spojené závody prýmkařské v Měděnci, ale zanikly už o dva roky později. Továrna na pletené zboží fungovala jako závod vejprtské firmy TOSTA až do roku 1961 a vyrábělo se v něm chlapecké prádlo. V letech 1945–1950 byly uzavřen také kamenolom, výrobna pletených tašek a továrna na výrobu nití, která ještě v roce 1943 zaměstnávala 260 lidí.
Ve druhé polovině dvacátého století se významným zaměstnavatelem stal Důl Měděnec, ve kterém se v letech 1968–1992 těžilo ložisko magnetitu a poté až do roku 1997 granáty a slídy. V roce 1970 byla při stavbě silnice zbořena řada domů na severní straně náměstí včetně bývalého poplužního dvora, jehož součástí byla stará fictumovská tvrz. V noci z 1. na 2. listopadu 1984 vyhořel zdejší Ústav sociální péče. Při požáru zahynulo 26 lidí. Tato událost se později stala námětem filmu Requiem pro panenku. Na místě budovy ústavu stojí malý pomníček. Při privatizaci v devadesátých letech dvacátého století zanikl místní státní statek. Ve stejné době se z vesnice začalo stávat regionální turistické centrum s terény pro běžkaře, lyžařskými vleky v Horní Halži a na blízkém Klínovci a v létě pro cyklisty.

### Hornictví v okolí Mědníku

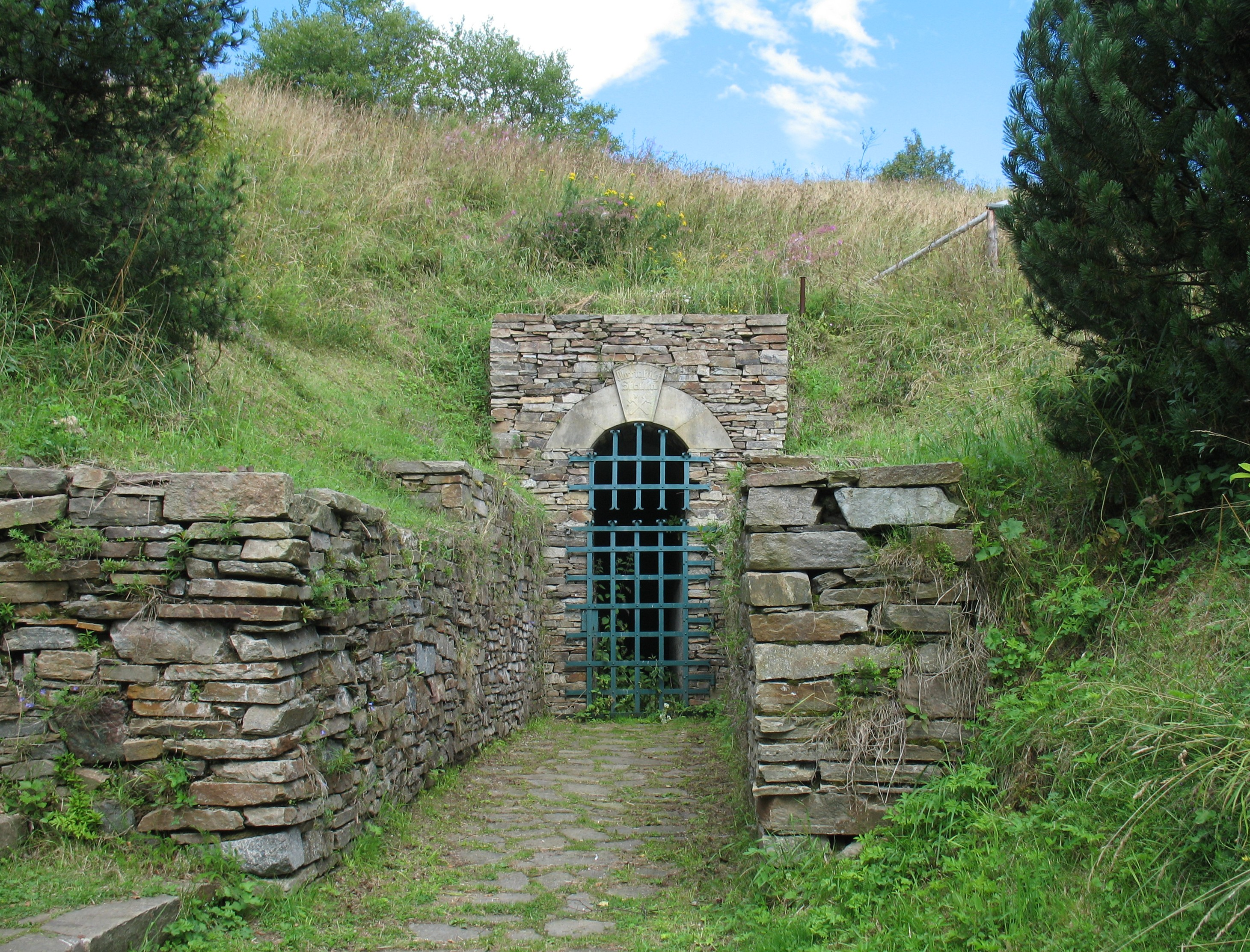
Štola Marie Pomocné

V nejstarších dolech se na Mědníku těžilo zejména stříbro. V letech 1540 až 1860 v Horní Halži fungovala vitriolová huť, ve které se zpracováním měděneckého pyritu a chalkopyritu vyráběly zelená a modrá skalice. Rudy byly dobývány v těsném sousedství vesnice velkým počtem dolů. K jejich odvodňování sloužily dvě dědičné štoly Boží tělo a Marie pomocná, která byla již v roce 1910 vyčištěna a zpřístupněna turistům. V padesátých letech dvacátého století ve štole proběhl uranový průzkum s negativními výsledky. V osmnáctém a devatenáctém století bylo částečně těženo hlouběji uložené ložisko magnetitu. Štola Boží tělo (původně Grenmühl), která ústila v prostoru nad hřbitovem, slouží jako zdroj pitné vody.
Na Mědníku se nacházelo více než osmdesát důlních děl, jejichž pozůstatky v podobě zavalených ústí a odvalů se dochovaly zejména na severovýchodním a východním úbočí vrchu. Další doly se nacházely směrem k Dolní i Horní Halži a k Mezilesí, kde se těžila železná ruda. K významnějším dolům v této oblasti patřil Důl Rothsudelzech, kde se v letech 1799–1845 těžilo v průměru 180–300 tun hematitu ročně. Nacházel se severozápadně od vesnice, měl 410 metrů dlouhou odvodňovací štolu a 27 metrů hlubokou šachtu.

## Obyvatelstvo
Při sčítání lidu v roce 1921 zde žilo 1011 obyvatel (z toho 484 mužů), z nichž byli dva Čechoslováci, 1002 Němců a sedm cizinců. Kromě deseti evangelíků a jednoho člověka bez vyznání byli římskými katolíky. Podle sčítání lidu z roku 1930 měla vesnice 1113 obyvatel: dvacet Čechoslováků, 1085 Němců, dva obyvatele jiné národnosti a šest cizinců. S výjimkou pěti evangelíků, čtyř příslušníků nezjišťovaných církví a devíti lidí bez vyznání se hlásili k římskokatolické církvi.
|                                                                                       | 1869 | 1880  | 1890  | 1900  | 1910  | 1921  | 1930  | 1950 | 1961 | 1970 | 1980 | 1991 | 2001 | 2011 | 2021 |
| ------------------------------------------------------------------------------------- | ---- | ----- | ----- | ----- | ----- | ----- | ----- | ---- | ---- | ---- | ---- | ---- | ---- | ---- | ---- |
| Obyvatelé                                                                             | 955  | 1 201 | 1 101 | 1 157 | 1 159 | 1 011 | 1 113 | 227  | 182  | 181  | 248  | 146  | 131  | 111  | 109  |
| Domy                                                                                  | 152  | 179   | 177   | 189   | 190   | 187   | 194   | 203  | 64   | 44   | 46   | 52   | 52   | 50   | 51   |
| Data z roku 1961 zahrnují i domy z místních částí Dolní Halže, Horní Halže a Mýtinka. |      |       |       |       |       |       |       |      |      |      |      |      |      |      |      |

## Správní území a místní části
Měděnec leží v Ústeckém kraji v okrese Chomutov a patří k ORP Kadaň. Příslušnou obcí s pověřeným obecním úřadem jsou Vejprty. Kromě samotného Měděnce k obci patří sídla Horní Halže, Kamenné, Kotlina a Mýtinka a v jeho správním území dříve také stávaly zaniklé vesnice Dolní Halže a Venkov.
Po zrušení poddanství se Měděnec stal obcí v okrese Kadaň. Při sčítání lidu v letech 1900–1930 byl součástí okresu Přísečnice a v roce 1950 v okrese Karlovy Vary-okolí. Do okresu Chomutov patří od roku 1961.

## Doprava
Vesnicí vede silnice II/223 mezi Výsluním a Božím Darem. Severně od vsi vede taká železniční trať Chomutov–Vejprty. Východně od Měděnce, na okraji Kotliny, se nachází železniční zastávka Měděnec. Severozápadně od vesnice, u bývalého dolu, je zastávka Měděnec zastávka.

## Pamětihodnosti

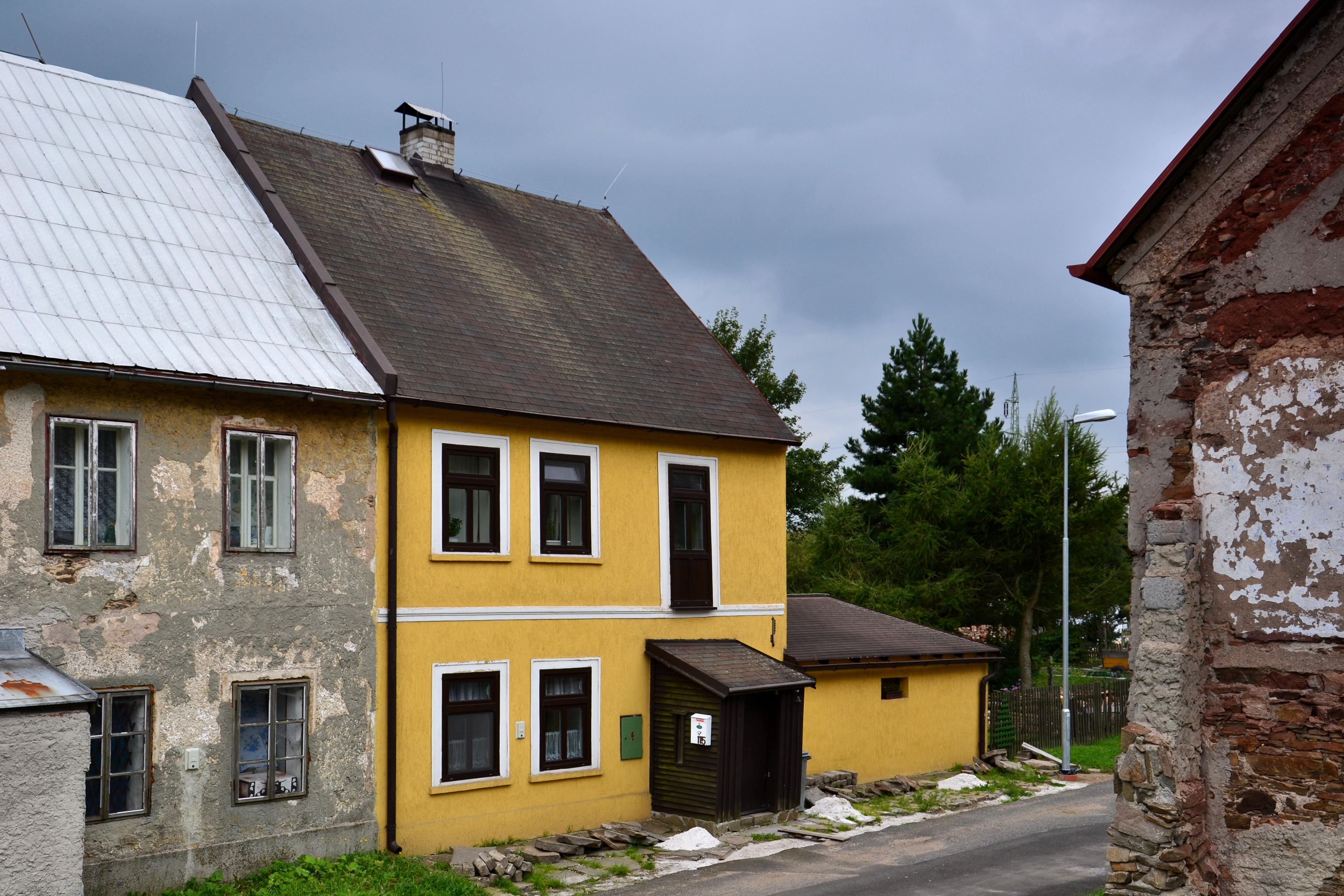
Památkově chráněný dům čp. 115 s dochovaným druhým vstupem v prvním patře

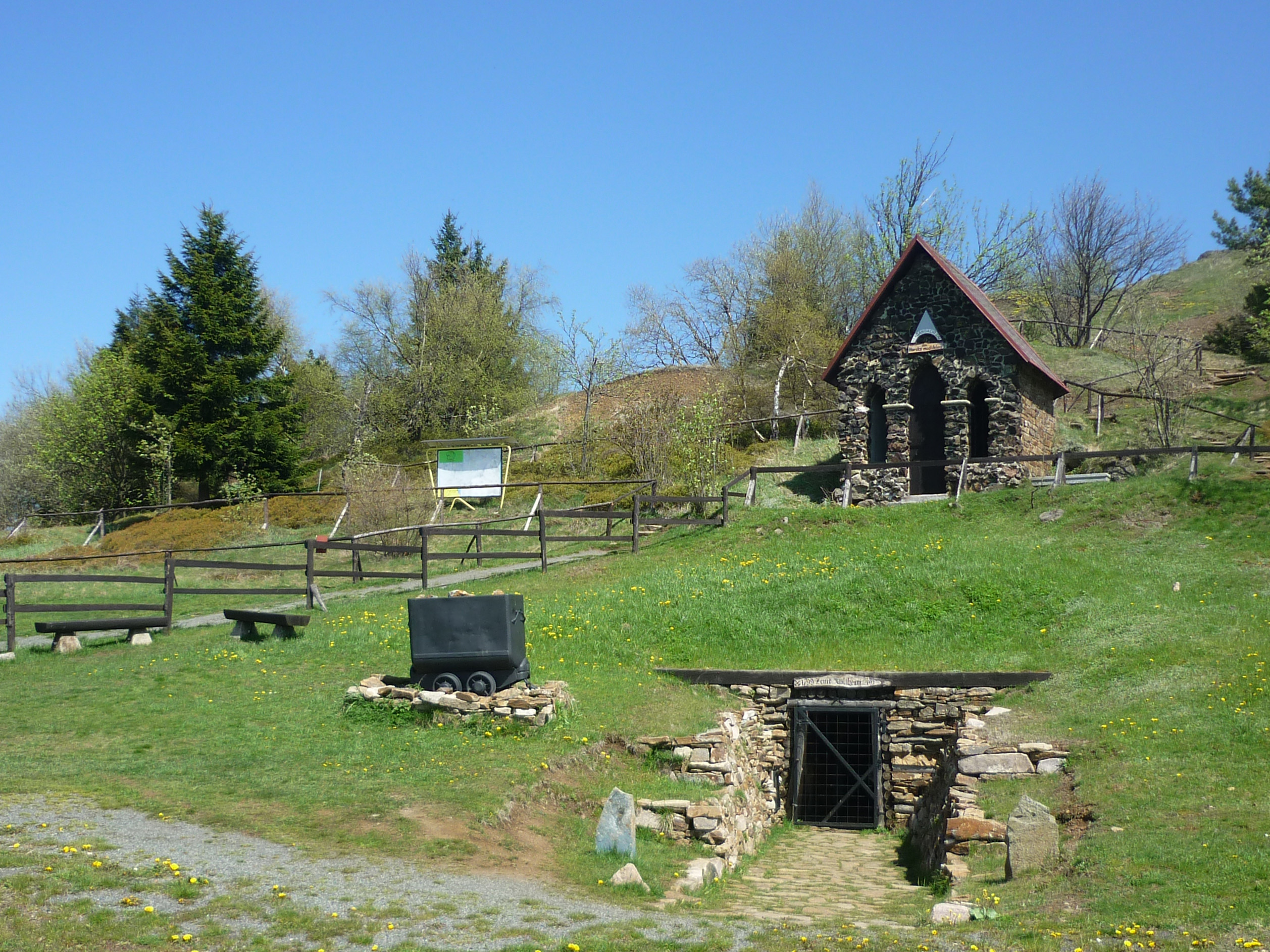
Štola Země zaslíbená

- Dominantou obce a okolní krajiny je barokní kaple Neposkvrněného početí Panny Marie z roku 1674[35] na vrchu Mědník v nadmořské výšce 910 metrů. Na úbočí vrchu se kromě ní stojí také menší kaple Nejsvětějšího srdce Páně a výklenková Theumarova kaple.[36]
- Na náměstí stojí pozdně barokní Kostel Narození Panny Marie z let 1803–1814. Nedaleko od něj se v parku nachází také sousoší Nejsvětější Trojice z první poloviny osmnáctého století s figurálními motivy na podstavci.[35] Kromě kostela je ve městě památkově chráněná budova radnice a několik domů (čp. 58, 59, 89 a 115).
- Významnými památkami hornické minulosti města jsou částečně zpřístupněné historické štoly: štola Panny Marie Pomocné a štola Země zaslíbená.
- Asi 600 metrů jihovýchodně od vesnice se nachází přírodní památka Sfingy vyhlášená k ochraně až patnáct metrů vysokých ortorulových skalních útvarů.

## Světové dědictví UNESCO
Vrch Mědník je jednou z pěti lokalit v Česku, které byly spolu s dalšími 17 oblastmi v Sasku zapsány pod souhrnným názvem Hornický region Erzgebirge/Krušnohoří 6. července 2019 na Seznam světového dědictví UNESCO.